# 圣安德烈和阿佩勒
圣安德烈和阿佩勒（法語：Saint-André-et-Appelles，法語發音：[sɛ̃.t‿ɑ̃dʁe e apɛl]）是法国吉伦特省的一个市镇，属于利布尔讷区。

## 地理
圣安德烈和阿佩勒（44°49'8"N, 0°11'39"E）面积10.25 平方千米，位于法国新阿基坦大区吉倫特省，该省份为法国西南部沿海省份，是法國本土面积最大的省，北起滨海夏朗德省，西临大西洋，南至朗德省，东南接洛特-加龍省，东临多爾多涅省。
与圣安德烈和阿佩勒接壤的市镇（或旧市镇、城区）包括：圣富瓦港和蓬沙、埃内斯、莱莱沃和图梅拉格、皮讷伊、拉罗基耶、圣康坦德卡普隆。

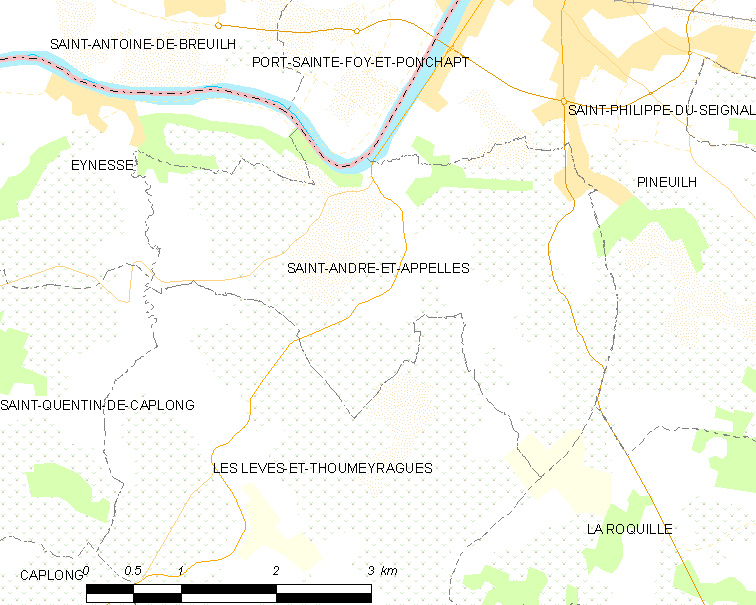
圣安德烈和阿佩勒的OSM定位图

圣安德烈和阿佩勒的时区为UTC+01:00、UTC+02:00（夏令时）。

## 行政
圣安德烈和阿佩勒的邮政编码为33220，INSEE市镇编码为33369。

## 政治
圣安德烈和阿佩勒所属的省级选区为勒雷奥莱-莱巴斯蒂德县。

## 人口

1962-2008年间圣安德烈和阿佩勒人口变化图示

圣安德烈和阿佩勒于2022年1月1日时的人口数量为670人。